# خانقاه (پاوه)
خانقاه (پاوه)، روستایی از توابع بخش مرکزی شهرستان پاوه در استان کرمانشاه ایران است.
شغل اکثر ساکنین این روستا باغداری است و در آن میوه‌های انار، انجیر و … عمل می‌آید. دراین روستا چندین مدرسهٔ دینی اهل سنت وجود دارد و برخی از روحانیون برجستهٔ اهل سنت از این مدارس فارغ‌التحصیل شده‌اند. ساختن دیوارهای خانه‌ها به‌صورت خشکه‌چین در این روستا رایج است.

## جمعیت
این روستا در دهستان هولی قرار دارد و براساس سرشماری مرکز آمار ایران در سال ۱۳۸۵، جمعیت آن ۱٬۴۶۳ نفر (۳۹۴خانوار) بوده‌است.